# Apolochus litoralis
Apolochus litoralis är en kräftdjursart som först beskrevs av Stout 1912.  Apolochus litoralis ingår i släktet Apolochus och familjen Amphilochidae. Inga underarter finns listade i Catalogue of Life.